# Neotemnopteryx wynnei
Neotemnopteryx wynnei är en kackerlacksart som beskrevs av Roth, L. M. 1995. Neotemnopteryx wynnei ingår i släktet Neotemnopteryx och familjen småkackerlackor. Inga underarter finns listade i Catalogue of Life.